# Andreas Okopenko

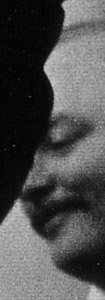
Andreas Okopenko

Andreas Okopenko (ur. 15 marca 1930 w Koszycach, zm. 27 czerwca 2010 w Wiedniu) – austriacki pisarz.
Ukończył studia chemiczne w Wiedniu. Lektor czasopisma oświatowego "Neue Wege", wydawca "publikationen einer wiener gruppe". Od 1968 niezależny pisarz. W latach 1975–1985 członek Grazer Autorenversammlung. Od 1991 członek prezydium Internationalen Erich- Fried- Gesellschaft.
Jego dzieła literackie to m.in.: Grüner November (1957), Seltsame Tage (1963), Warum sind die Latrinen so traurig (1969), Der Akazienfresser (1973), Warnung vor Ypsilon (1974), Meteoriten (1976), Lockergedichte. Ein Beitrag zur Spontan-Poesie (1983), Schwänzellieder. Eronische Gedichte (1992).